# Hernando de Soto
Fernando de Souto ou Hernando de Soto (ca. 1496/1497 — 21 de maio de 1542) foi um explorador e conquistador espanhol que esteve envolvido em expedições na Nicarágua e na Península de Jucatão.

## Vida

### Infância e adolescência
A data de nascimento de Souto não é certa. Descreveu-se em 1535 como "cerca de 35 anos", mas já em 1536 como "cerca de 40". A data de nascimento 1500 é apoiada pelo fato de que, de acordo com fontes confiáveis, Souto partiu para o "Novo Mundo" em 1514, e que era costume para os jovens de 14 anos na Espanha naquela época deixar a casa de seus pais. Souto era o segundo filho de um total de quatro filhos do nobre pobre Francisco Méndez de Soto e Leonor Arias Tinoco e não podia esperar herdar nenhuma das pequenas fortunas de seu pai. Seus antepassados consistiam de fidalgos e pequenos nobres espanhóis; o mais famoso deles foi Pedro Ruiz de Soto, que reconquistou Sevilha dos mouros durante a Reconquista. Souto cresceu na região de fronteira árida, pobre e anteriormente conflituosa com o reino muçulmano de Granada, Extremadura, que é popularmente descrito em espanhol como "nove meses de inverno, três meses de inferno". Muitos conquistadores espanhóis como Hernán Cortés, Francisco Pizarro ou Vasco Núñez de Balboa também vêm desta província.

### Viagem ao novo mundo e carreira
Em 1514, Souto acompanhou Pedrarias Dávila às colônias ultramarinas espanholas e desembarcou no Panamá apenas com uma espada e um escudo. Em 1516 tornou-se comandante de uma unidade de cavalaria e acompanhou Francisco Hernández de Córdoba em sua viagem de descoberta e colonização pela Nicarágua e Honduras. Durante este tempo, Souto ganhou uma reputação como um excelente estrategista, lutador e cavaleiro, que usou a maior brutalidade e crueldade em contato com os locais. Na luta pelo domínio na Nicarágua, Souto lutou por Dávila contra Gil González Dávila. González, um ex-oficial de Dávila, tentou se afastar dele. Souto relatou a traição a Dávila e derrotou um exército de González, com o resultado de que Dávila foi capaz de garantir o domínio e Souto subiu a seu favor. Em 1528, ele sozinho liderou uma expedição até a costa de Jucatão na esperança de encontrar uma conexão marítima entre o Atlântico e o Pacífico.
Ele adquiriu sua riqueza principalmente no comércio de escravos. Naquela época, ele já possuía grandes propriedades nas colônias espanholas, minas de ouro, navios mercantes e numerosos escravos. Mas ele mesmo aparentemente havia estabelecido a si mesmo o objetivo de alcançar um sucesso como Hernán Cortés em sua conquista do Império Asteca.

### No Peru
No final de 1532, trouxe cem homens da Nicarágua para Puná em dois navios para apoiar Francisco Pizarro, que partira para a Conquista do Império Inca no início do ano e que conhecia bem de expedições anteriores. Tornou-se, juntamente com Hernando Pizarro, um dos capitães de Francisco Pizarro. Souto vasculhou o país, descobriu a cidade de Cajas nos Andes e o caminho para o sul. Ele foi o primeiro europeu a falar com o rei inca Atahualpa. Depois que ele foi derrotado e preso na Batalha de Cajamarca, ele frequentemente o visitava na prisão, e uma amizade se desenvolveu. Souto ficou chateado quando a notícia da execução de Atahualpa chegou até ele.
Na marcha para o sul para conquistar Cusco, ele liderou um esquadrão avançado e tentou tomar a capital antes de Pizarro. Ele escapou por pouco da derrota na Batalha de Vilcaconga. Após a captura de Cusco, ele liderou uma campanha contra o General Quizquiz de Atahualpa, significativamente apoiado pelo novo Inca Manco Cápac II, forçando-o a recuar para o norte.

### De volta à Espanha
Mais tarde, Souto se desentendeu com Pizarro quando se tratou da redivisão do Império Andino entre os conquistadores. Em 1536 ele retornou à Espanha com cerca de 100 000 pesos de ouro em sua bagagem, sua parte da conquista do Império Inca. Souto era famoso e considerado um herói. Estabeleceu-se em Sevilha. Lá ele se casou com a filha de Dávila, Inés de Bobadilla, em 1537, de uma das famílias mais prestigiadas de Castela, com boas conexões com a corte real espanhola. Souto era um homem respeitado e conhecido na Espanha no auge de seu prestígio e riqueza na época.
Souto, que tinha visto as fabulosas riquezas no Peru, suspeitava de algo semelhante sobre a Flórida com base no relatório de Álvar Núñez Cabeza de Vaca. Cabeza de Vaca participou da fracassada expedição de Pánfilo de Narváez à Flórida. A tentativa implacável de conquista de Narváez terminou em desastre, e apenas quatro dos 400 homens sobreviveram. Souto viu sua chance de fazer o mesmo que Pizarro e Cortés. Ele mandou Carlos V nomeá-lo governador de Cuba e Adelantado da Florida (no jargão da época: todas as terras ao norte do México), vendeu todas as suas propriedades e usou os lucros para equipar uma expedição ao país ainda inexplorado. Sua missão era "conquistar, povoar e pacificar" a região ainda desconhecida em quatro anos.

### Expedição à Flórida 1538–1542

#### Itinerário
O curso exato da Expedição de Souto é objeto de discussões políticas históricas e locais. A principal fonte são as revistas deixadas pelos espanhóis. Além da habitual crítica de fontes que deve ser aplicada nesses casos, há outros problemas no caso de SOuto. Os espanhóis ignoravam o país, a comunicação com os locais muitas vezes se dava através de uma cadeia de intérpretes, de modo que há um grande perigo de que nomes de lugares e pessoais tenham sido transmitidos incorretamente. Além disso, numerosos guias e contatos tinham interesse em enganar a expedição. A versão mais difundida, que também é ensinada nas escolas dos EUA, remonta a um relatório de 1939 do Congresso dos EUA sob a liderança do antropólogo John R. Swanton.
Enquanto a primeira parte da rota para a Batalha de Mabila só é disputada em questões de detalhe, as rotas que os espanhóis então percebiam como caminhos errados tornam-se mais obscuras, especialmente porque naquela época eles quase não tinham nenhum equipamento que pudesse fornecer vestígios arqueológicos hoje. A tradicionalmente aceita trilha de Souto corre em sentido oeste-noroeste através dos atuais estados americanos de Mississippi, Arkansas e Oklahoma até o Texas.
Muitos dos dados de Swanton são agora considerados desatualizados. Em 1990, a Administração de Parques Nacionais dos EUA anunciou um projeto para uma nova trilha de Souto, baseada na pesquisa do antropólogo Charles M. Hudson, que agora é amplamente reconhecida como a Rota do Hudson. Esta redefinição levou a uma tempestade de protestos em muitos condados e municípios, que atribuíram grande parte de sua autoimagem patriótica local ao conquistador. Enquanto Flórida e Alabama adaptaram as marcações da rota às novas descobertas, outros estados continuam mantendo a rota de Swanton.
Outras teorias supõem uma rota ainda mais setentrional via Kentucky e Indiana para os Grandes Lagos.

#### 1538 – A Caminho/Cuba
Depois de uma escala nas Ilhas Canárias, Souto seguiu primeiro para Cuba. A cidade de Havana havia sido saqueada e incendiada por piratas franceses pouco antes de sua chegada. Souto mandou reconstruí-la por seus homens, enquanto ele mesmo continuava a coletar suprimentos, cavalos e homens para sua expedição à Flórida. Ele desembarcou com cerca de 600 a 700 homens (incluindo 24 padres), nove navios e 220 cavalos em maio de 1539 na costa oeste da Flórida, na Baía de Tampa, chamada de Espiritu Santo por Souto. Ele pretendia colonizar a área, de preferência de uma cidade como Cusco ou Cidade do México. Por isso, trouxe consigo toneladas de equipamentos, ferramentas, armas, canhões, cães e porcos. Em particular, os cães, a maioria deles lobos irlandeses, tornaram-se armas temidas e instrumentos de punição do exército no decorrer da campanha. Além dos marinheiros, padres, ferreiros, artesãos, engenheiros, fazendeiros e comerciantes acompanharam a comitiva. Muitos deles mal tinham saído de sua aldeia natal antes da expedição, muito menos visto qualquer coisa fora da Espanha.
Ao mesmo tempo, o vice-rei mexicano Antonio de Mendoza enviou uma expedição sob o comando de Francisco Vásquez de Coronado até a costa do Pacífico até a área da atual Califórnia. Souto viu sua reivindicação para Florida em risco. Ao longo de sua jornada, ele estava sob pressão para descobrir os tesouros lendários e áreas de assentamento adequadas antes de Coronado.

#### 1539 – Desembarque na Flórida
A partir do "Espírito Santo" começou a exploração da Flórida e de grande parte dos atuais estados do sul. Seu infortúnio começou na própria Flórida. O país não estava cheio de ouro, mas sobretudo pantanoso, cheio de mosquitos e extremamente úmido. Os escravos índios que traziam consigo despertavam a ira das tribos locais.
Os moradores já haviam tido más experiências com a expedição anterior de Pánfilo de Narváez. As tropas de Souto foram brutais com os moradores e tentaram capturar índios como trabalhadores e líderes, estupraram mulheres, abusaram de crianças e sempre roubaram as aldeias em busca de comida para pessoas e animais. Muitas vezes mandou incendiar as aldeias ou colocou uma cruz cristã nos lugares santos dos índios como sinal de despedida. Além de trabalhadores escravos e líderes, os espanhóis frequentemente sequestravam os chefes tribais para garantir passagem segura.
O ajudante mais importante da força era Juan Ortiz, que tinha vindo para o país com a expedição Narváez e tinha sido capturado pelos Uzica. Ele foi o único dos quatro espanhóis capturados a sobreviver à sua estadia com o Uzica, que foi associado a tortura severa. Ortiz juntou-se à nova expedição espanhola na primeira oportunidade possível. Ele conhecia a área e servia como intérprete. Outro líder importante foi o garoto Perico, de 17 anos, da atual Geórgia, que falava várias línguas das tribos locais e também conseguia se comunicar com Ortiz. Perico foi alistado como líder em 1540 e aparentemente foi tratado um pouco melhor do que o resto dos escravos por causa de seu valor para os espanhóis. Depois de uma marcha para o norte, a expedição montou seu primeiro acampamento de inverno em Anheica, a capital da Apalachee. Ele estava localizado perto da atual Tallahassee. O ponto em Tallahassee é o único de toda a rota que os arqueólogos têm certeza de que a expedição de Souto estava realmente hospedada aqui.

#### 1540 – Ao norte, a Batalha de Mauvila
A expedição caminhou para o norte ao longo das montanhas orientais dos Apalaches, deixando um rastro de devastação em seu rastro. Com algumas tribos, eles trocaram comida por alguns espécimes de seu rebanho de porcos, com outros eles tentaram obter o que precisavam à força. Eles cruzaram os atuais estados americanos da Geórgia, Carolina do Sul e Carolina do Norte. Seguindo os contos do grande tesouro de ouro dos Cofitachequi e acompanhado pelos Ocute da Geórgia, que eram inimigos dos Cofitachequi, a expedição mudou-se para o norte. Em meados de maio, após semanas de marchas de fome e sede, durante as quais descobriu-se que nem Perico nem os Ocute sabiam seu caminho pelo território tribal Cofitachequi, a expedição finalmente encontrou a capital da tribo perto da atual Camden, Carolina do Sul, em meados de maio. Os espanhóis foram recebidos de forma relativamente amigável, embora já tivessem saqueado e incendiado várias aldeias Cofitachequi no caminho, e imediatamente exigiram ver o ouro. Em uma inspeção mais detalhada, o "ouro" acaba sendo cobre. Os espanhóis encontraram pérolas e armas na cidade, fizeram reféns os jovens e, segundo as fontes, o líder extremamente carismático da tribo e continuaram em busca de riqueza através das atuais Carolinas, Geórgia e Alabama.
Nessas andanças em grande parte sem rumo, falsas promessas de enormes reservas de ouro os levaram para o leste. No norte do Alabama, eles encontraram a cidade de Mauvila (de acordo com outras fontes: Mabila, Mavila, Mavilla, Mauvilla). Os Choctaw sob o comando do chefe Tascalusa os atraíram para uma emboscada na praça principal da cidade fortemente fortificada. Os espanhóis lutaram livremente e depois atacaram a cidade várias vezes. Em uma batalha de nove horas, quase todos os espanhóis ficaram feridos, 20 deles morreram e outros 20 morreram de seus ferimentos nos dias seguintes. Todos os guerreiros Chocktaw na área, entre 2000 e 6000, morreram em batalha, em incêndio, como resultado de execuções espanholas ou por suicídio; Mauvila ardeu. Os espanhóis acabaram por vencer, mas também perderam a maior parte das suas propriedades e 40 cavalos. Ficaram feridos, doentes e quase sem equipamento no meio de um país desconhecido, cercados por inimigos. Após a Batalha de Mauvila, o respeito dos locais pela expedição também diminuiu visivelmente, e os espanhóis tornaram-se cada vez mais vítimas de ataques e ações de guerrilha. Embora seus homens tivessem perdido o ânimo a essa altura e quisessem ir à costa para encontrar os navios esperados de Cuba, Souto ainda tinha o desejo de descoberta. A expedição passou o inverno em Chicasa, no que hoje é o estado do Mississippi.

#### 1541 – Para o Norte e o território de Tula
A expedição virou para o norte novamente para o interior, onde encontrou a tribo Chickasaw pouco depois. Souto exigiu 200 homens do Chickasaw como para expedição. Eles recusaram o pedido e atacaram o acampamento dos espanhóis dormindo durante a noite. Mais uma vez, sofreram pesadas perdas. Cerca de 40 espanhóis morreram, desta vez os restos do equipamento também foram perdidos. Segundo os espanhóis envolvidos, a expedição poderia ter sido destruída. Felizmente para a comitiva, o Chickasaw o deixou ir. Em 8 de maio de 1541, as tropas dizimadas de Souto encontraram o rio Mississippi. Não está claro se Souto foi realmente o primeiro europeu a ver o grande rio, como é relatado, mas ele é o primeiro a documentar isso em jornais oficiais. Souto, no entanto, mostrou menos interesse no rio e sua descoberta, mas o viu principalmente como um obstáculo que o impedia em sua busca pelo sucesso. Ele teve que trazer cerca de 400 homens através de um rio largo e móvel, ao longo do qual os índios patrulhavam constantemente em busca dele. Depois de um mês de estadia nas margens para construir várias jangadas, eles cruzaram o rio Mississippi em direção ao oeste e vagaram pela área a oeste do rio no que hoje são os estados de Arkansas, Oklahoma e Texas. Eles montaram seu acampamento de inverno em Autiamque, no rio Arkansas.
Souto entrou no território de Tula em 30 de setembro de 1541 perto do atual Fort Smith, Arkansas e entrou violentamente em confronto com a tribo várias vezes durante o início de outubro de 1541. Seu secretário, Rodrigo Ranjel, descreveu Tula como "o melhor povo combatente com o qual os cristãos se encontraram".

#### 1542 - Morte de Souto
Depois de um inverno rigoroso, em que, excepcionalmente para a área, até nevou, a equipe espanhola partiu e seguiu em frente sem rumo. Enquanto isso, o único espanhol que estava no meio do caminho com a área, Juan Ortiz, também morreu. Os espanhóis voltaram ao Mississippi derrotados e desmoralizados. Nas margens do rio, Souto morreu de febre em 21 de maio de 1542. Uma vez que ele havia espalhado entre os habitantes locais que os cristãos eram imortais, seus homens se sentiram compelidos a esconder sua morte. Eles esconderam o corpo em cobertores pesados com areia e o afundaram no rio. Enquanto Espanha e Portugal podiam ser atravessados por um caminhante experiente em menos de um mês, a expedição de Souto viajou pela Florida por quatro anos sem encontrar os tesouros que procuravam ou um ponto de partida para uma colonização bem-sucedida. Os homens interromperam a expedição. Depois de mais de um ano de novas aberrações, eles finalmente voltaram para o México em território espanhol através do rio Mississippi e do Golfo do México. No caminho de volta ao Mississippi, eles foram ferozmente atacados pelos Natchez e outras tribos, que entretanto se uniram contra os espanhóis. Dos 700 participantes originais da expedição, 311 chegaram ao México.

## Consequências
A viagem de Souto à Flórida foi um desastre mortal. Eles não haviam adquirido ouro nem riquezas, não haviam fundado colônias, e a reputação da expedição naquela época era mais próxima da de Dom Quixote do que da de Hernán Cortés. No entanto, teve inúmeras consequências.
Por um lado, a expedição de Souto deixou sua marca na própria área. Alguns dos cavalos fugitivos e roubados dos conquistadores faziam parte da base dos últimos rebanhos de mustangues norte-americanos. A expedição contribuiu significativamente para que a relação entre índios e europeus nessa área fosse caracterizada pela violência e desconfiança mútua desde o início. Ainda mais devastadoras do que as sangrentas batalhas, no entanto, foram as doenças que a expedição trouxe consigo, que literalmente despovoaram partes da área nas décadas seguintes. Já na década seguinte à sua expedição, os habitantes locais deixaram muitas das cidades atingidas pela doença e fugiram para paisagens montanhosas ou pântanos próximos, o que mudou fundamentalmente o tecido da sociedade local. De acordo com Jared Diamond, no entanto, esses processos começaram antes mesmo da chegada de Souto, que repetidamente encontrou assentamentos abandonados: os patógenos dos espanhóis viajaram mais rápido do que eles mesmos.
No entanto, os registros transmitidos a partir da expedição também contribuíram muito para o conhecimento geográfico, biológico e etnológico da área na Europa da época. Em particular, as descrições dos índios são a mais antiga fonte escrita sobre as condições de vida no sudeste dos atuais EUA naquela época. É, de facto, a única descrição europeia dos hábitos de vida ali antes de conhecer outros europeus. Os homens de Souto foram os primeiros e os últimos europeus a experimentar o florescimento da cultura do Mississippi. Além disso, a expedição, juntamente com Coronados, também contribuiu significativamente para redefinir a atitude da Espanha em relação às suas colônias ao norte do México. Souto criou uma reivindicação de jure de grandes áreas de terra para a coroa espanhola, mas na verdade suas missões estavam concentradas principalmente no que é hoje o estado da Flórida e a costa do Pacífico.
Os condados de DeSoto, Mississippi, e DeSoto e Hernando, Flórida, são nomeados em sua homenagem. No Condado de Hernando é o local de seu desembarque, no Condado de DeSoto, no Mississippi, ele provavelmente morreu. Desde 1948, o Memorial Nacional De Soto existe perto de São Petersburgo, Flórida. Inúmeras cidades nos EUA e a antiga marca de automóveis DeSoto também recebem o nome do descobridor. A Ponte Hernando de Soto também recebeu seu nome.
Em janeiro de 2021, o escritor austríaco Franzobel, agraciado com o Prêmio Ingeborg Bachmann, entre outros, publicou o romance A Conquista da América que trata da expedição de conquista de Ferdinand Desoto (dicção de Franzobel). A trama está inserida em uma história contemporânea em que as Primeiras Nações dos Estados Unidos processam a Suprema Corte pela devolução de suas terras.